# Madama Butterfly
Madama Butterfly é uma ópera em três atos (originalmente em dois atos) de Giacomo Puccini, com libreto de Luigi Illica e Giuseppe Giacosa, baseada no drama de David Belasco, o qual por sua vez se baseia numa história escrita pelo advogado norte-americano John Luther Long. Estreou no Teatro alla Scala de Milão a 17 de fevereiro de 1904. É sobre um tenente da marinha que se apaixona por uma gueixa.
Madama Butterfly estreou no Teatro Nacional de São Carlos, ópera de Lisboa a 10 de Março de 1908.
A trama da ópera recebeu, mais tarde, uma citação na peça teatral (depois adaptada para o cinema) M. Butterfly, de David Henry Hwang (1988), inspirada no relacionamento entre um diplomata francês, Bernard Boursicot, e um cantor da ópera de Pequim, Shi Pei Pu. O nome Butterfly faz a ligação entre as duas histórias.
Esta ópera, mais atualmente, inspirou Rivers Cuomo para escrever o álbum Pinkerton da banda Weezer.

## Personagens
| Cio-Cio-San (Butterfly)                                 | soprano       |
| Suzuki (aia de Butterfly)                               | mezzo-soprano |
| B.F. Pinkerton, (tenente da Marinha dos Estados Unidos) | tenor         |
| Sharpless, (Cônsul dos Estados Unidos em Nagasaki)      | barítono      |
| Goro, (nakodo) (Agente imobiliário e matrimonial)       | tenor         |
| Príncipe Yamador, (prometido à mão de Cio-Cio-Sam)      | barítono      |
| Um bonzo, (monge budista), (tio de Cio-Cio-Sam)         | baixo         |
| Comissário Imperial                                     | baixo         |
| Um notário                                              | barítono      |
| Kate Pinkerton, (esposa americana de Pinkerton)         | mezzo-soprano |

A história se passa em Nagasaki, Japão, por volta de 1900.

## Sinopse
O Japão era um país quase totalmente isolado do resto do mundo, até que por volta de 1870 um presidente americano mandou uma expedição de reconhecimento a Sua Majestade Imperial, cujo intuito era forjar laços de amizade com o Império do Sol Nascente. Nas décadas que se seguiram, vários oficiais da marinha americana visitaram o Japão e contraíram matrimônios temporários com jovens japonesas. A história de Cio-Cio-San (Butterfly, ou Borboleta), portanto, se baseia em fatos, e descreve as trágicas consequências de um desses matrimônios contraídos com leviandade.

### Ato I
Benjamin Franklin Pinkerton, oficial da marinha dos Estados Unidos em Nagasaki, acaba de fazer um excelente negócio: comprou não somente uma casa na colina, com vista para o mar e o porto de Nagasaki, mas também leva de brinde uma jovem, Cio-Cio-San, de apenas quinze anos de idade, que irá morar com ele na casa. Goro, o agente imobiliário e matrimonial, mostra a Pinkerton sua nova casa, quando chegam Suzuki, sua nova serva, aia de Butterfly, e Sharpless, cônsul dos Estados Unidos em Nagasaki. Pinkerton oferece um uísque ao amigo, e explica a ele o negócio que acaba de fazer. Sharpless o adverte, porém, de que seria um grande pecado machucar os sentimentos da garota, que parece acreditar na seriedade desse casamento e está perdidamente apaixonada por ele. Pinkerton, numa atitude discriminatória e ignorante, ergue um brinde ao dia em que se casará de verdade com uma esposa americana.
Chega Butterfly com suas amigas, que cantam um hino à beleza da paisagem e à ternura das garotas do Japão, enquanto Cio-Cio-San canta seu amor por Pinkerton. Chegam convidados, os parentes todos de Butterfly, com exceção do tio, um monge budista que se opõe a esse casamento. Butterfly, porém, confessa que visitou a missão americana em Nagasaki e se converteu à religião de Pinkerton - prova da sinceridade dos seus sentimentos.
A cerimônia de casamento de Butterfly e Pinkerton é interrompida pela chegada do tio bonzo, que ficou sabendo que Butterfly havia renunciado à fé dos seus antepassados, e lança uma maldição contra ela. Butterfly chora, mas é consolada pelo marido. Os convidados se retiram, e Butterfly e Pinkerton estão finalmente a sós. A noite cai. Segue-se um dueto de amor entre ambos.

### Ato II
Pinkerton regressou aos Estados Unidos; prometeu, porém, que voltaria "quando os pintarroxos fizerem os seus ninhos." Já se passaram três anos. Butterfly chora, e Suzuki reza o tempo inteiro, ajoelhada diante da imagem do Buda. Suzuki diz a Butterfly que suspeita que seu marido não voltará mais. "Não se preocupe,minha amiga Suzuki,pois meu bem amado voltará.Será que você não tem fé?", responde Butterfly. Ela chora, mas não perde a esperança: Un bel dì vedremo - um belo dia veremos um fio de fumaça no horizonte - o navio de Pinkerton!
Chega Sharpless, que traz uma carta de Pinkerton para Butterfly, cujo objetivo é prepará-la para o golpe que ela vai receber, ao saber que ele se casou com uma americana. Butterfly lhe pergunta quando fazem seus ninhos na América os pintarroxos. "Não sei," responde Sharpless, "nunca estudei ornitologia." Logo após chega Goro, trazendo um novo candidato à mão de Butterfly: o Príncipe Yamadori, homem rico e perdidamente apaixonado por Butterfly. Butterfly o repele com zombarias, reafirma que está casada com Pinkerton, e manda o príncipe e o insolente nakodo embora de sua casa.
Sharpless começa a ler a carta, mas não consegue terminar a leitura, porque Butterfly o interrompe o tempo todo com manifestações de carinho e fidelidade ao marido, e ele também não tem coragem de revelar-lhe a rude verdade. Num gesto brusco, ele fecha a carta, a põe de volta no bolso, e pergunta a ela o que ela faria se ele não voltasse. Voltaria a ser gueixa, responde Butterfly; ou, melhor ainda - "me mataria." Sharpless pede a ela que pare de alimentar ilusões e aceite a proposta do rico Yamadori. Sentindo-se ultrajada, Butterfly mostra a ele o filho que ela teve com Pinkerton, cuja existência tanto o cônsul como Pinkerton ignoravam. Sharpless promete escrever a Pinkerton para revelar a ele a existência desse seu filho, e se retira.
Lá fora, Suzuki golpeia Goro, acusando-o de espalhar calúnias a respeito do filho de Butterfly, dizendo que ninguém sabe quem é o pai do garoto.
Ouve-se um tiro de canhão vindo do porto. Um navio guerra! Butterfly olha com seus binóculos e lê o nome do navio: é o Abraham Lincoln, o navio de Pinkerton. Suzuki e Butterfly decoram a casa com flores primaveris, para aguardar a chegada de Pinkerton (Scuoti quella fronda di ciliegio, o famoso Dueto das Flores). Sem poder dormir, Butterfly esperará a noite toda pelo marido.

### Ato III
Butterfly, que não dormiu a noite inteira, canta uma cantiga de ninar para o filho, que adormece nos seus braços. Suzuki aconselha a ela que durma também; quando Pinkerton chegar, ela virá despertá-la. Exausta, ela por fim cai no sono. Falta pouco para amanhecer quando batem à porta; Suzuki vai atender, são Sharpless e Pinkerton. Pinkerton, ao ver todas as flores e ao ouvir de Suzuki como Butterfly o esperou todos esses anos, é tomado de um súbito remorso. De repente, Suzuki nota uma mulher no jardim, e pergunta quem é ela. Sharpless não aguenta mais essa farsa e conta-lhe toda a verdade. Suzuki leva as mãos ao rosto e diz: "Santas almas! Para a pequena, o sol se apagou!" Sharpless pede a Suzuki que vá ao jardim falar com Kate Pinkerton. Enquanto isso, este último, possuído por um remorso avassalador, por fim reconhece que foi naquela casinha pequenina que ele conheceu a verdadeira felicidade (Addio, fiorito asil). Pinkerton sai correndo; ele não tem coragem de enfrentar a jovem cuja vida ele destruiu.
Butterfly desperta e, ao sair do quarto onde estava dormindo, entra na sala e se depara com Sharpless, Suzuki, e uma mulher estranha. Suzuki chora. Num instante, Butterfly compreende tudo. "Não! Não me digam nada. Eu já sei. Aquela é a mulher de Pinkerton?" Kate pede a ela que lhe entregue o seu filho. "Serei como uma mãe para ele." Butterfly promete que o entregará dentro de meia hora. Sharpless e Kate se retiram, e Butterfly pede a Suzuki que vá buscar seu filho. Enquanto isso, ela retira de um baú um punhal, com o qual seu pai havia cometido seppuku, também conhecido como hara-kiri, um suicídio ritual japonês, e lê a inscrição: "Com honra morre aquele que não mais com honra viver pode." Suzuki volta com o garoto, e Butterfly pede a ela que a deixe a sós com ele. Ela beija ternamente o seu filho, e pede-lhe que nunca se esqueça da sua mãe japonesa. Venda os olhos do menino, dá-lhe uns brinquedos para que brinque, e enfia a faca no ventre. É o fim.